# El Mokrani
El Mokrani è un comune dell'Algeria, situato nella provincia di Bouira.